# Palača Katunarić u Tisnome
Palača Katunarić u Tisnome, dio je kulturno-povijesne cjeline Tisnog koja je zaštićeno kulturno dobro. Podignuta je u prvoj polovini 18. stoljeća. U palači je izložbeni prostor. Dio stalnog postava izložbe su ostatci mozaika iz rimske ville podignute početkom 1. stoljeća.